# السوق (الرضمة)

تعديل مصدري - تعديل

السوق  هي إحدى حارات مدينة الرضمة بمحافظة إب، بلغ تعداد سكانها 185 نسمة حسب تعداد اليمن لعام 2004.